# 藤岡真威人
藤岡真威人（日语：／ Fujioka Maito；2003年12月28日—）是日本男演員，出身自東京都，SANKI Worldwide旗下藝人。父親是藤岡弘。

## 作品列表

### 電影
- 幪面超人Beyond Generations（2021年12月17日）：飾演 本鄉猛 / 幪面超人1號

### 電視劇
- 戀愛廢話（2022年4月17日－6月19日，ABC、朝日電視台）：飾演 志田葵
- 鋼盔（2022年7月6日－9月14日，富士電視台）：飾演 西健太
- 呆萌酷男孩（2023年4月15日－7月1日，東京電視台）：飾演 二見瞬（主演）
- 與你一起綻放～新選組青春錄～（2024年4月25日－9月12日，朝日電視台）：飾演 沖田總司
- 銀翼超人（2024年10月23日－12月25日，東京電視台）：飾演 廣野健太（主演）
- Spring！（2025年3月21日，朝日電視台）：飾演 村瀨佑

## 外部連結
- 經紀公司個人資料頁面（日語）
- 藤岡真威人的X（前Twitter）（日語）